# Poix-du-Nord Communal Cemetery
Poix-du-Nord Communal Cemetery is een Britse militaire begraafplaats gelegen in de Franse plaats Poix-du-Nord (Noorderdepartement). De begraafplaats wordt onderhouden door de Commonwealth War Graves Commission.
De begraafplaats telt 3 geïdentificeerde Gemenebest graven uit de Eerste Wereldoorlog.